# Veikko Sinisalo
Veikko Sinisalo (30 de septiembre de 1926 – 16 de diciembre de 2003) fue un actor finlandés.

## Biografía
Su nombre completo era Veikko Antero Sinisalo, y nació en Riihimäki, Finlandia, siendo su padre Väinö Sinisalo, político perteneciente al Partido Socialdemócrata de Finlandia. Veikko Sinisalo era primo del político Taisto Sinisalo. 
En sus comienzos, Sinisalo trabajó en la fábrica de vidrio Riihimäki, entre otras ocupaciones. Por motivos médicos no participó en la Guerra de continuación. Cursó estudios privados de expresión oral, y estudió en el Colegio Suomen Nuoriso-Opisto y en la Academia Työväen. Además, completó su formación con estudios de canto en la Tampereen musiikkiopisto y actuación en la Suomen Teatterikoulu, actual Academia de Teatro de la Universidad de las Artes de Helsinki.
Tras su graduación en ese último centro, Sinisalo empezó a trabajar en el Työväen Teatteri de Tampere, donde permaneció hasta su retiro en 1979, salvo un período entre 1967 y 1969 en el cual actuó en el Kaupunginteatteri de Helsinki. En su carrera teatral destacaron sus actuaciones en las obras Portto ja pyhimys en 1952, y Peer Gynt en 1957. También fue actor en musicales y operetas, participando en piezas como El violinista en el tejado y My Fair Lady. La despedida de Sinisalo del Työväen Teatter tuvo lugar con la pieza de Gerhart Hauptmann Ennen auringonlaskua, representada en 1989, tras lo cual se retiró por problemas de salud. Sin embargo, volvió al escenario en 1996 para participar en la representación de Sokrateen puolustuspuhe en el TTT Kellariteatteri.
Sinisalo se hizo famoso como recitador, con lecturas de obras como Betonimylläri, de Lauri Viita, que presentó en diferentes lugares de Finlandia así como en el norte de Suecia y en Hungría. Su poema favorito era Suomalainen, de Jorma Etto. En sus veladas de monólogos presentó también textos de Toivo Pekkanen, Ilmari Kianto y Aleksis Kivi. Uno de sus últimos trabajos como recitador fue Sokrateen puolustuspuhe, en el Kellariteatteri de Tampere.
Veikko Sinisalo fue el primer director artístico de la Semana de Poesía de Kajaani, siendo presidente honorario del evento en sus últimos años. Sinisalo consideraba a Kajaani como su segunda ciudad natal, colaborabndo con la misma en la organización de diferentes actos benéficos y poéticos.
Veikko Sinisalo actuó igualmente en algo más de una decena de largometrajes, además de numerosas producciones televisivas. Quizás su papel más popular en la gran pantalla fue el del cabo Lahtinen en la película de Edvin Laine Tuntematon sotilas (1955). Fue también muy conocida su actuación en Täällä Pohjantähden alla (1968), cinta en la que encarnó a Anton Laurila. Cuatro de sus películas fueron producidas por Spede Pasanen. 
Por su trayectoria artística, en el año 1976 fue premiado con la Medalla Pro Finlandia, y en 1977 recibió el nombramiento de Profesor concedido por el presidente de la República. Ese mismo año la Sociedad Aleksis Kivi premió su carrera, y en 1996 obtuvo un premio cultural de la Iglesia evangélica luterana de Finlandia.
Fuera de su trabajo como actor y recitador, Sinisalo formó parte del Distrito de Mäkelä, un círculo literario con sede en Tampere. Además, fue uno de los miembros de la asociación cultural de izquierdas Kiila. 
Veikko Sinisalo falleció en Tampere en el año 2003. Casado con la actriz Kaija Sinisalo y posteriormente con Raija Anneli Hurri, fueron hijos suyos la actriz Kirsi-Kaisa Sinisalo, el director de  orquesta Jarno Sinisalo (1956–2006) y la enfermera Antti-Veikko Sinisalo.

## Filmografía (selección)
- 1951 : Kuisma ja Helinä
- 1954 : Opri
- 1955 : Tuntematon sotilas
- 1957 : Musta rakkaus
- 1958 : Sven Tuuva
- 1958 : Murheenkryynin poika
- 1967 : Pähkähullu Suomi
- 1968 : Noin 7 veljestä
- 1968 : Täällä Pohjantähden alla
- 1969 : Näköradiomiehen ihmeelliset siekailut
- 1969 : Pohjan tähteet
- 1973 : Pohjantähti
- 1973 : Betonimylläri (TV)
- 1983 : Jokamies (TV)
- 2001 : Aleksis Kiven elämä